# Dům U Černého orla (Cheb)
Dům U Černého orla je měšťanský dům na náměstí Krále Jiřího z Poděbrad v Chebu. Je pojmenován po stejnojmenné lékárně, kterou v budově provozoval od roku 1740 lékárník Karel Herder. Do té doby dům nesl název U Zlatého jelena podle hostince, který v něm sídlil od roku 1665 až do roku 1790, kdy se přestěhoval do Schillerova domu. Od roku 1844 dům vlastnil starosta města Chebu Adolf Tachezy, podle něhož se dům někdy označoval také jako Tachezy-Apotheke (Tachezyho lékárna). Lékárna V domě sídlila až do roku 1948, kdy ji nahradila nejdříve čistírna a po rekonstrukci náměstí prodejna barev a laků.
Dům má nezdobené průčelí a dřevěné rámy oken. Vedle vstupu do dvora se nachází krámská hala s klenutou klenbou.